# Apamea flavidior
Apamea flavidior är en fjärilsart som beskrevs av Feichenberger 1962. Apamea flavidior ingår i släktet Apamea och familjen nattflyn. Inga underarter finns listade i Catalogue of Life.